# NGC 1984
NGC 1984 ist ein offener Sternhaufen in der Großen Magellanschen Wolke im Sternbild Schwertfisch. Der Sternhaufen wurde am 16. Dezember 1835 von dem Astronomen John Herschel mit einem 18,7-inch-Teleskop entdeckt.